# Caracara cheriway
A Caracara cheriway a madarak (Aves) osztályának sólyomalakúak (Falconiformes) rendjébe, ezen belül a sólyomfélék (Falconidae) családjába tartozó faj.
Korábban azonosnak vélték a bóbitás karakarával (Caracara plancus).

## Előfordulása

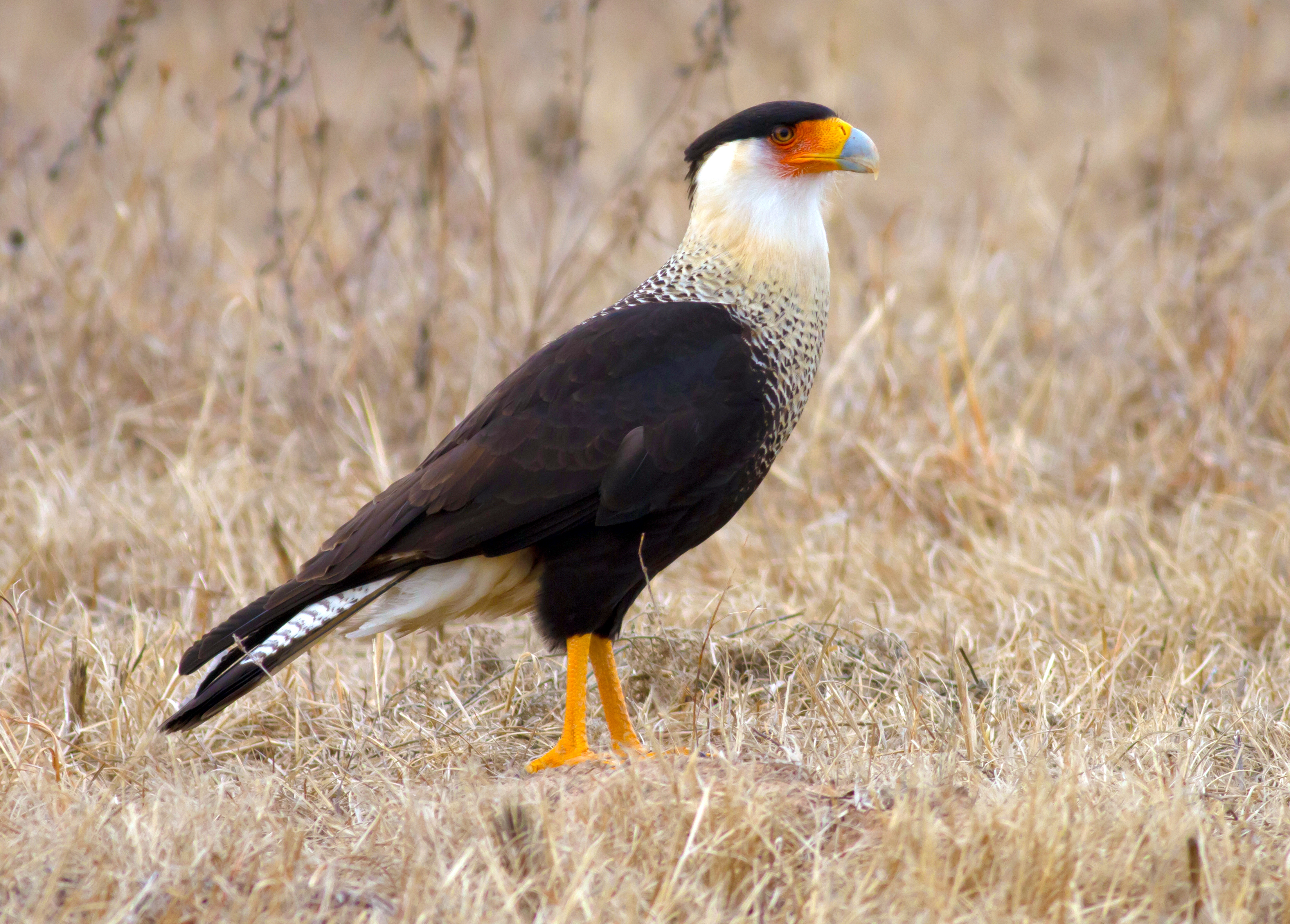
Szívesen tartózkodik a talajon

A Caracara cheriway előfordulási területe az Amerikai Egyesült Államok legdélebbi részeitől kezdve, Közép-Amerikán és a Karib-térség néhány szigetén - köztük Kubán is - keresztül, egészen Dél-Amerika északi feléig tart.

## Megjelenése
A fej-testhossza 49–58 centiméter, szárnyfesztávolsága 107–130 centiméter, testtömege pedig 800–1355 gramm. Az északi állomány példányai, általában nagyobbak, mint a délebbi trópusi egyedek. Fejének teteje, valamint a hát-, szárny- és faroktollai sötétbarnák. A nyaka körüli tollazat sárgásfehér; annak töve pedig pepita. A csőrének töve felőli nagy része narancssárgás vagy rózsaszínes; a kampós vége felé pedig kékes árnyalatú. Lábai eléggé hosszúak.

## Életmódja
A sólymoktól eltérően nem gyors repülő. Sok időt tölt a talajon. A nyíltabb térségeket választja élőhelyül, ahol apró állatokra vadászik, vagy dögöket keres fel. A füves puszták mellett, kultúrtájakon, mangrovésokban és a tengerpartokon is fellelhető. Agresszív madár, mely a nagyobb ragadozó, illetve dögevő madarakra is rátámad, ha számfölényben van. Általában magányosan, vagy 3-5 fős csapatban látható; azonban néha akár 75 madár is összegyűlhet ha bőséges a táplálékkínálat.

## Szaporodása
A költési időszaka decembertől májusig tart. A vastag, ágakból készített fészkét fákra, pálmákra vagy hatalmas kaktuszokra építi. Az ágakból készült fészek 60-100 centiméter átmérőjű és 15-40 centiméter mély. Ezt füvekkel és emlősök szőrzetével béleli ki. A fészekalj 2-3, ritkán 1-4 rózsaszínes-barna tojásból áll. A tojásokon sötét foltok láthatók. A tojásokon 28-32 napig kell kotlani.

## Arubai florin bankjegyen
2019-től a Holland Királysághoz tartozó, karibi Aruba legnagyobb címletű bankjegyén, a 200 florinos előoldalán látható fő motívumként egy caracara cheriway ábrázolása.

## Fordítás
- Ez a szócikk részben vagy egészben  a   Northern crested caracara című angol Wikipédia-szócikk ezen változatának fordításán alapul.  Az eredeti cikk szerkesztőit annak laptörténete sorolja fel. Ez a jelzés csupán a megfogalmazás eredetét és a szerzői jogokat jelzi, nem szolgál a cikkben szereplő információk forrásmegjelöléseként.